# Raúl Gallego Abellán
Raúl Gallego Abellán  es un renombrado reportero de Associated Press que trabaja con vídeo, aunque también es fotógrafo. Nacido en Sabadell en 1976. Ha trabajado para la cadena TV-3 catalana, antes de que fuera fichado por Associated Press. 
Ha sido reconocido con los prestigiosos premios de periodismo televisivo Edward R. Murrow Award en los EE. UU. por una serie en línea sobre la guerra en Afganistán y la Royal Television Society en Londres en la categoría de mejor cámara del año en el 2010. En 2005 recibió el segundo premio Fotopress España. 
Ha cubierto conflictos en diferentes partes del mundo. Ha sido director de un documental sobre República de Macedonia (actual Macedonia del Norte) y de varios documentales sobre el conflicto en Afganistán. También ha publicado sus fotografías en diversos libros y magazines.

## Galardones
The AIB short documentary 2020 award for The Virus, Fly on the Wall series.
Best International Documentary SEFF Film Fest 2018 Pani; Women, Drugs and Kathmandu.
Special Heart of Slavonia Award by the 15th International Ethno Film Festival The Heart of Slavonia 2018. Pani; Women, Drugs and Kathmandu. Director.
Recognition Award at London Eye Film Festival 2017 Pani; Women, Drugs and Kathmandu documentary. Director.
Pani; Women, Drugs and Kathmandu Nominated as best Documentary at London Portobello Film festival 2017Pani; Women, Drugs and Kathmandu Nominated as best Documentary at London Portobello Film festival 2017. Director.
Best News Documentary/Special. Bronze World Medal New York Festivals International Awards 2017. Undercover Asia - The Man in the Yellow Shirt. Director of photography. 2017. Cinematographer. 
Nominated Royal Television Society cameraman of the year 2013.
Best TV journalist of the year ANIGP-TV 2013 Awards.
Nominated by Royal Television Society Camera Operator of the year 2012.
Miguel Gil Journalism Award 2011.
Royal Television Society Camera Operator of the year 2011.
Edward R. Murrow Award Video News Series 2010.
Nominated by Royal Television Society Camera Operator of the year 2010.
Nominated by Royal Television Society Camera Operator of the year 2009.
APME award best use of video in 2008 for Footpatrol documentary.
Honorable mention in the Accolade Documentary Competition for Footpatrol documentary 2008.
Fotopress Spain 2005 2nd prize for photography documentary about ‘’The intifdada of the Wall’’.
Nominated Concentra award for Outstanding Video journalism in 2008 and 2009.
WAN IFRA Gold Asian Digital Media Awards 2010. Best online video.